# Морска игуана
Морска игуана (Amblyrhynchus cristatus) је гмизавац из реда Squamata и фамилије Iguanidae. Ово је једина позната врста морског гуштера на свету.

## Угроженост
Ова врста се сматра рањивом у погледу угрожености врсте од изумирања.

## Распрострањење
Ареал врсте је ограничен на једну државу, Еквадор, тачније Галапагоска острва.

## Станиште
Станиште врсте су обални морски екосистеми и стеновите обале. 

## Начин живота
Врста Amblyrhynchus cristatus прави гнезда, до 2 километра од обале.

## Подврсте
- Amblyrhynchus cristatus ssp. albemarlensis
- Amblyrhynchus cristatus ssp. cristatus
- Amblyrhynchus cristatus ssp. hassi
- Amblyrhynchus cristatus ssp. mertensi
- Amblyrhynchus cristatus ssp. nanus
- Amblyrhynchus cristatus ssp. sielmanni
- Amblyrhynchus cristatus ssp. venustissimus